# Brussels Indoor 1986
Il Brussels Indoor 1986 è stato un torneo di tennis giocato sintetico indoor. È stata la 7ª edizione del Brussels Indoor, che fa parte del Nabisco Grand Prix 1986. Si è giocato a Bruxelles in Belgio dal 17 al 23 marzo 1986.

## Campioni

### Singolare maschile
Mats Wilander ha battuto in finale  Broderick Dyke con il punteggio di 6–2, 6–3

### Doppio maschile
Boris Becker /  Slobodan Živojinović hanno battuto in finale  John Fitzgerald /  Tomáš Šmíd con il punteggio di 7–6, 7–5